# Minuartia biflora
Minuartia biflora — вид трав'янистих рослин родини гвоздичні (Caryophyllaceae). Етимологія: лат. bi — «дво-», лат. florus — «квітка».

## Опис
Багаторічні рослини, що утворюють купини або невеликі килимки з великою кількістю коротких, вегетативних пагонів. Стебла зелені, 2–10 см. Листя зелене, плоске, слабо 1-жильне, 5–10 × 0.7–2 мм. Суцвіття 3–5-квіткові, відкриті. Квіти радіально симетричні й містять (4)5 вільних чашолистків і пелюсток; чашолистки 2–3.5 × 0.7–1.5 мм, вузько еліптичні або дуже вузько ланцетні; пелюстки 3.5–5.5 × 1–1.5 мм, білі або бузкові, широко оберненоланцетні, кінчик зрізаний, часто неглибоко виїмчасті. Капсули широко еліпсоїдні, 5.5 мм, довші за чашолистки. Насіння буре, 0.7–0.8 мм. 2n = 26.

## Поширення
Азія: Росія — Камчатка; Європа: Росія — Карелія, Австрія, Швейцарія, Фінляндія, Ісландія, Норвегія (вкл. Шпіцберген), Італія, Північна Америка: Канада, США — Аляска, Гренландія.
Населяє сухі, вапняні, від гравійних до кам'янистих схили, вересові пустища в умовах від низьких арктичних до альпійських районів.

## Галерея

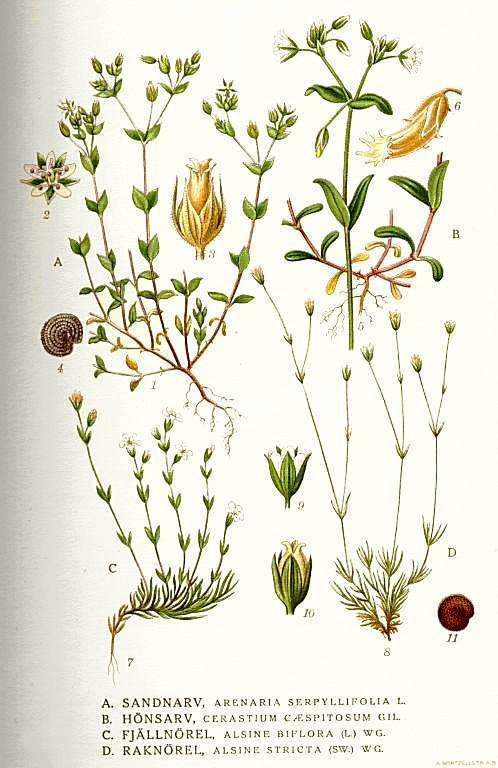